# 甲乙双酮
甲乙双酮（Paramethadione）又称对甲双酮，是噁唑烷二酮类抗惊厥剂。此药物已知会造成胎儿三甲双酮综合征。